# Кзылтуский
Кызылтуский — колхоз, а затем и совхоз, на территории нынешней Северо-Казахстанской области Казахстана.

## История
Колхоз был создан в марте 1954 года на целинных и залежных землях Казахской ССР. На их освоение прибыла молодёжь из Белоруссии, России и Украины. Изначально переселенцы проживали в палатках. Постепенно распахивались плодородные земли, активно строились дома. Выросло новое село Кызылтуское Ленинградского района Кокчетавской области.
Первым директором колхоза стал Моисей Ануфриевич Беляев (апрель 1954 — август 1959) приехавший в Казахстан из Мордовии. В 1956 году колхоз собрал 44 097 центнеров зерновых, из которых сдал государству 32 892, выполнив план на 183 %.
Согласно приказу треста совхозов Министерства сельского хозяйства № 11 от 18 июля 1976 года преобразован в Ленинградское РСХО (районное специализированное хозяйство по откорму и заготовке скота).
2 мая 1997 года район, на территории которого находился совхоз, был преобразован в Акжарский район Северо-Казахстанской области.
Решением общего собрания трудового коллектива хозяйства от 15 марта 1996 года Ленинградское РСХО преобразовано в производственный кооператив «Кызылту».